# آتسوکی شیمیزو
آتسوکی شیمیزو (ژاپنی: 清水 敦貴؛ زادهٔ ۱۰ ژوئیهٔ ۲۰۰۰) یک بازیکن فوتبال اهل ژاپن است.
از باشگاه‌هایی که در آن بازی کرده‌است می‌توان به باشگاه فوتبال ایواته گرولا موریوکا اشاره کرد.